# 帖勒瑞通用語
帖勒瑞通用語(Telerin)，在J.R.R.托爾金整個中土世界的架空世界設定裡，是所有帖勒瑞精靈（或稱為「林達精靈」、意為「歌者」）的原始語言。
所有精靈語的祖語，古精靈語，之後分支為艾爾達通用語及雅維瑞語諸語，而在首生精靈族大遷徙的途中，艾爾達通用語又分支出帖勒瑞林通用語。
帖勒瑞通用語之後演化分支出維林諾帖勒瑞精靈的帖勒瑞語、辛達林語，以及各種南多林語。